# Zhao Jing
Zhao Jing (赵菁S, 趙菁T, Zhào JīngP; Wuhan, 31 dicembre 1990) è una nuotatrice cinese.
Alle Olimpiadi di Pechino 2008 ha vinto la medaglia di bronzo nella Staffetta 4x100 m misti, ai Mondiali 2009 di Roma ha vinto l'oro nei 50 m dorso, con il nuovo record mondiale di 27"06 e nella Staffetta 4x100 m misti, stabilendo anche qui il record mondiale con il tempo di 3'52"19.

## Palmarès
- Giochi olimpici

Pechino 2008: bronzo nella 4x100m misti.
- Mondiali

Roma 2009: oro nei 50m dorso e nella 4x100m misti.
Shanghai 2011: oro nei 100m dorso e argento nella 4x100m misti.
Barcellona 2013: oro nei 50m dorso.
- Mondiali in vasca corta

Dubai 2010: oro nei 50m dorso e nella 4x100m misti, argento nei 100m dorso e bronzo nei 50m rana.
Istanbul 2012: oro nei 50m dorso e bronzo nei 100m misti.
- Giochi asiatici

Doha 2006: oro nei 50m dorso e nella 4x100m misti, argento nei 200m dorso e bronzo nei 100m dorso.
Canton 2010: oro nei 100m dorso, nei 200m dorso e nella 4x100m misti.
- Campionati asiatici

Foshan 2009: argento nei 50m dorso e nei 100m dorso.
Dubai 2012: oro nei 50m dorso, nei 100m dorso e nella 4x100m misti.